# Adresse IPv6 mappant IPv4
 (octobre 2024).
Si vous disposez d'ouvrages ou d'articles de référence ou si vous connaissez des sites web de qualité traitant du thème abordé ici, merci de compléter l'article en donnant les références utiles à sa vérifiabilité et en les liant à la section « Notes et références ».
 (janvier 2023).
Une adresse IPv6 mappant une adresse IPv4 constitue un cas spécial d'adresse IPv6. Une telle adresse IPv6 a ses premiers 80 bits fixés à zéro, les 16 suivants à un, alors que les 32 bits restants représentent une adresse IPv4. Par exemple, ::ffff:c000:280 est l'adresse IPv6 correspondant à l'adresse 192.0.2.128, qui peut également être écrit sous la forme ::ffff:192.0.2.128.

## Notation
Comme exception spéciale à la notation des adresses IPv6, les adresses correspondant à de l'IPv4 sont communément représentées avec leurs  32 bits significatifs notés comme en  IPv4. Donc, ::ffff:c000:280 sera souvent noté ::ffff:192.0.2.128.

## Usage
Les adresses IPv6 mappant IPv4 sont normalement utilisées par la pile IP pour représenter des adresses IPv4 dans des applications IPv6. Cela permet l'usage transparent de protocoles de la couche de transport (TCP ou UDP) sur de l'IPv4 à travers l'API réseau IPv6. C'est donc considéré comme un mécanisme de transition d'IPv4 vers IPv6 pour les hôtes dual-stack (double-pile).
Le principal avantage de ce mécanisme est de permettre à une application serveur d'écouter des sockets pour gérer les connexions du client via à la fois IPv6 et IPv4. Pour IPv6, les clients sont gérés normalement et les clients IPv4 comme des clients IPv6.

## Limitations
En raison de différences internes significatives entre IPv4 et IPv6 au niveau de la couche de réseau, certaines des fonctionnalités bas niveau peuvent ne pas fonctionner avec les adresses IPv4.
Beaucoup de piles IPv6 communes ne supportent pas ce mécanisme, soit en raison d'une implémentation distincte d'IPv6 et IPv4 (Microsoft Windows XP/2000/2003), soit pour des raisons de sécurité (NetBSD, OpenBSD, FreeBSD). Sur ces systèmes, il est nécessaire d'ouvrir un socket séparé pour chacune des deux versions de protocole IP.